# Phaloria aphana
Phaloria aphana är en insektsart som beskrevs av Andrej Vasiljevitj Gorochov 1999. Phaloria aphana ingår i släktet Phaloria och familjen syrsor. Inga underarter finns listade i Catalogue of Life.